# Saint-Geniez-d'Olt
Saint-Geniez-d'Olt is een gemeente in het Franse departement Aveyron (regio Occitanie) en telt 1841 inwoners (1999). De plaats maakt deel uit van het arrondissement Rodez. Op 1 januari 2016 fuseerde de gemeente met Aurelle-Verlac tot de gemeente Saint-Geniez-d'Olt-et-d'Aubrac. 

## Geografie
De oppervlakte van Saint-Geniez-d'Olt bedraagt 35,5 km², de bevolkingsdichtheid is 51,9 inwoners per km².
De onderstaande kaart toont de ligging van Saint-Geniez-d'Olt met de belangrijkste infrastructuur en aangrenzende gemeenten.

## Demografie
Onderstaande figuur toont het verloop van het inwonertal (bron: INSEE-tellingen).
Vanwege een beveiligingsprobleem met de MediaWiki Graph-software is het momenteel niet mogelijk deze grafiek weer te geven. Zodra de software is bijgewerkt zal de grafiek vanzelf weer zichtbaar worden.